# Viharsirály
A viharsirály (Larus canus) a madarak (Aves) osztályába a lilealakúak rendjébe, ezen belül a sirályfélék (Laridae) családjába tartozó faj.

## Előfordulása
Az északi félteke mérsékelt égövi sztyeppzónájától az északi sarkkörig terjed. Általában a tengerparton és a szigeteken él, de előfordul a szárazföld belsejében is.

## Alfajai
- Larus canus canus Linnaeus, 1758
- Larus canus heinei Homeyer, 1853
- Larus canus kamtschatschensis (Bonaparte, 1857)
- Larus canus brachyrhynchus Richardson, 1831

## Megjelenése
Testhossza 40–42 centiméter, szárnyfesztávolsága 110–130 centiméter, testtömege pedig 325–480 gramm.
|  |  |

## Életmódja
Dögökkel, hulladékokkal, rovarokkal, halakkal és kisemlősökkel táplálkozik. Néha más madaraktól rabolja el a táplálékot, de inkább maga vadászik.
|  |  |

## Szaporodása
Májustól szeptemberig tart a fészkelési időszaka. A fészekkészítésben mindkét szülő részt vesz, talajra, vagy bokrokra készítik csésze alakú fészküket. A fészekalja 2-5 tojásból áll, melyen 22-28 napig kotlik.
|  |  |

## Kárpát-medencei előfordulása
Magyarországon szeptembertől áprilisig folyóvizeken, természetes és mesterséges tavakon rendszeresen látható.